# Manómetro

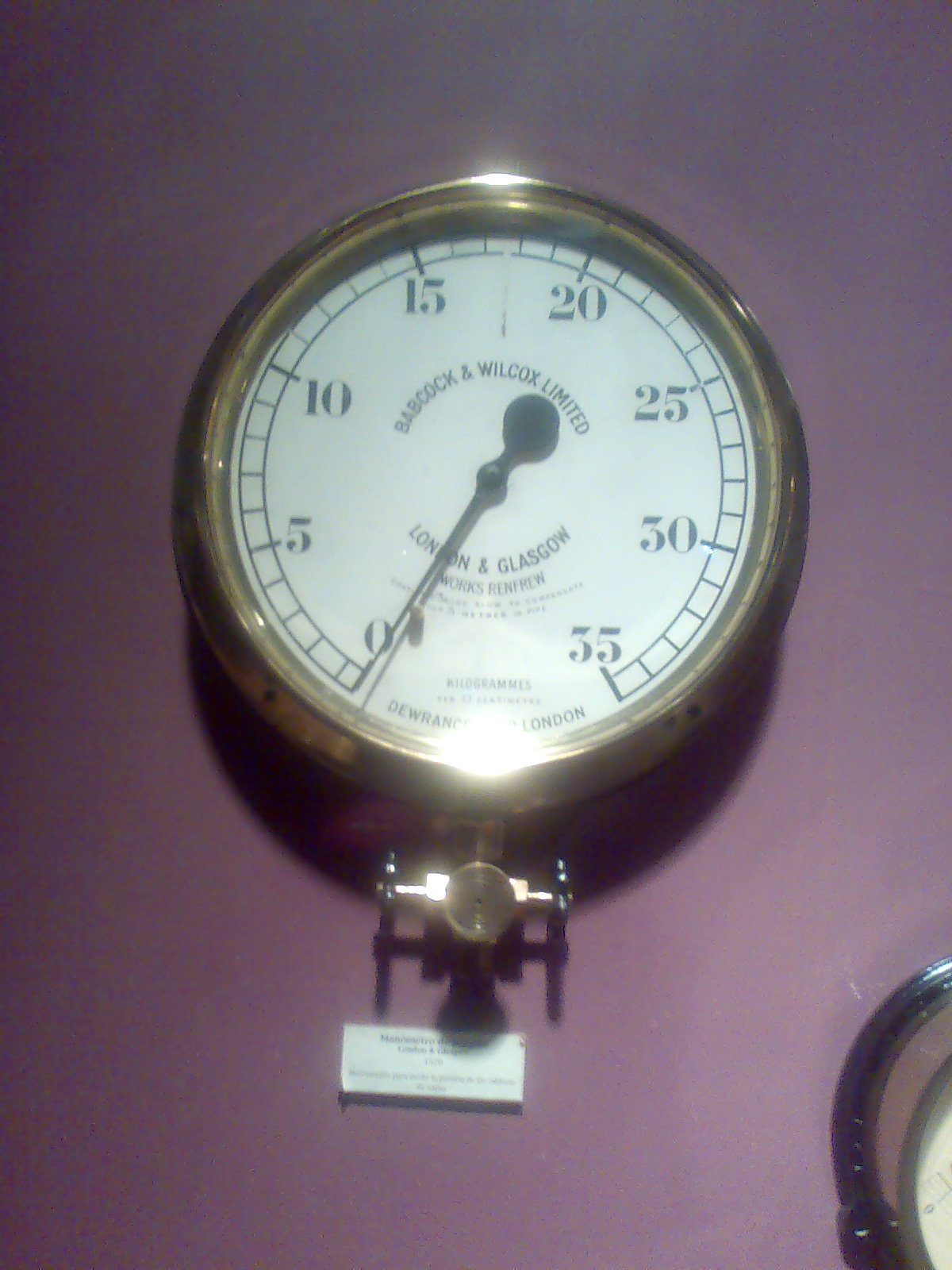
Manómetro.

El manómetro (del griego μανός, ligero y μέτρον, medida) es un instrumento de medición para la presión de fluidos contenidos en recipientes cerrados. Se distinguen dos tipos de manómetros, según se empleen para medir la presión de líquidos o de gases.

## Características y tipos de manómetros

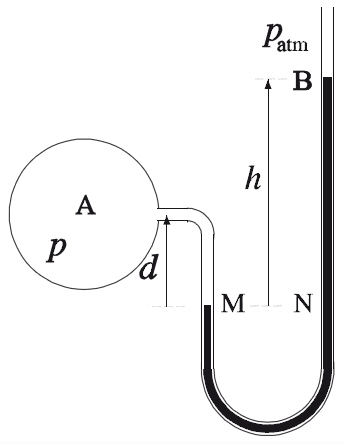
Manómetro de dos ramas abiertas.

Muchos de los aparatos empleados para la medida de presiones utilizan la presión atmosférica como nivel de referencia y miden la diferencia entre la presión real o absoluta y la presión atmosférica, llamándose a este valor presión manométrica; dichos aparatos reciben el nombre de manómetros y funcionan según los mismos principios en que se fundamentan los barómetros de mercurio y los aneroides. La presión manométrica se expresa ya sea por encima, o bien por debajo de la presión atmosférica. Los aparatos que sirven exclusivamente para medir presiones inferiores a la atmosférica, o negativas, se llaman vacuómetros. También manómetros de vacío.

### Manómetro de dos ramas abiertas
Estos son los elementos con los que se mide la presión positiva, estos pueden adoptar distintas escalas.
El manómetro más sencillo consiste en un tubo de vidrio doblado en U que contiene un líquido apropiado (mercurio, agua, aceite, entre otros). Una de las ramas del tubo está abierta a la atmósfera; la otra está conectada con el depósito que contiene el fluido cuya presión se desea medir (Figura 1). El fluido del recipiente penetra en parte del tubo en ∪, haciendo contacto con la columna líquida. Los fluidos alcanzan una configuración de
equilibrio de la que resulta fácil deducir la presión absoluta en el depósito:
resulta:

{\displaystyle p=p_{\text{atm}}+\rho _{\text{m}}gh-\rho gd\,}

donde:
ρm = densidad del líquido manométrico.
ρ = densidad del fluido contenido en el depósito.
Si la densidad de dicho fluido es muy inferior a la del líquido manométrico, en la mayoría de los casos se puede despreciar el término ρgd, y se tiene:

{\displaystyle P\approx p_{\text{atm}}+\rho _{\text{m}}gh\,}

de modo que la presión manométrica p-patm es proporcional a la diferencia de alturas que alcanza el líquido manométrico en las dos ramas. Evidentemente, el manómetro será tanto más sensible cuanto menor sea la densidad del líquido manométrico utilizado.
Tipos:

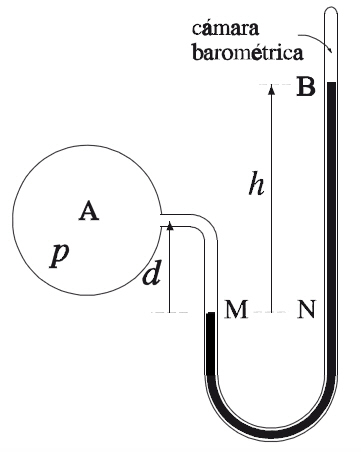
Fig. 2. Manómetro truncado.

Tubo de Bourdon: Utiliza un tubo curvado que se desforma cuando se aplica presión. Ideal para medir presiones relativamente altas.
Manómetros de columna de líquido: Miden la presión a través de la altura de un líquido en un tubo vertical (ej. manómetros de mercurio o agua).
Manómetros digitales: Ofrecen lecturas precisas en formato digital, a menudo con funciones adicionales como registros de datos.

### Manómetro truncado
El llamado manómetro truncado (Figura 2) sirve para medir pequeñas presiones gaseosas,  hasta 1 Torr. No es más que un barómetro de sifón con sus dos ramas cortas. Si la rama abierta se comunica con un depósito cuya presión supere la altura máxima de la columna barométrica, el líquido barométrico llena la rama cerrada. En el caso contrario, se forma un vacío barométrico en la rama cerrada y la presión absoluta en el depósito será dada por

{\displaystyle p=\rho _{\text{m}}gh+\rho gd\approx \rho _{\text{m}}gh\,}

Obsérvese que este dispositivo mide presiones absolutas, por lo que no es un verdadero manómetro.

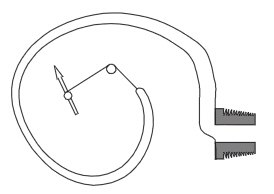
Fig. 3. Manómetro de Bourdon (fundamento).

### Tubo de Bourdon
El más común es el manómetro o tubo de Bourdon, consistente en un tubo metálico, aplanado, hermético, cerrado por un extremo y enrollado en espiral.
Elementos estáticos:
- A. Bloque receptor: es la estructura principal del manómetro, se conecta con la tubería a medir, y a su vez contiene los tornillos que permiten montar todo el conjunto.
- B. Placa chasis o de soporte: unida al bloque receptor se encuentra la placa de soporte o chasis, que sostiene los engranajes del sistema. Además en su anverso contiene los tornillos de soporte de la placa graduada.
- C. Segunda placa chasis: contiene los ejes de soporte del sistema de engranes.
- D. Espaciadores, que separan los dos chasis.

Elementos móviles:

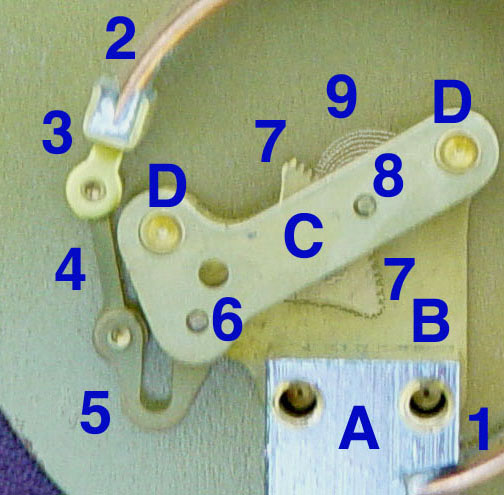
Detalle interno

1. Terminal estacionario del tubo de bourdon: comunica el manómetro con la tubería a medir, a través del bloque receptor.
2. Terminal móvil del tubo de bourdon: este terminal es sellado y por lo general contiene un pivote que comunica el movimiento del bourdon con el sistema de engranajes solidarios a la aguja indicadora.
3. Pivote con su respectivo pasador.
4. Puente entre el pivote y el brazo de palanca del sistema (5) con pasadores para permitir la rotación conjunta.
5. Brazo de palanca o simplemente brazo: es una extensión de la placa de engranes (7).
6. Pasador con eje pivote de la placa de engranes.
7. Placa de engranes.
8. Eje de la aguja indicadora: esta tiene una rueda dentada que se conecta a la placa de engranes (7) y se extiende hacia la cara graduada del manómetro, para así mover la aguja indicadora. Debido a la corta distancia entre el brazo de palanca y el eje pivote, se produce una amplificación del movimiento del terminal móvil del tubo de bourdon.
9. Resorte de carga utilizado en el sistema de engranes para evitar vibraciones en la aguja e histéresis.

### Manómetro metálico o aneroide

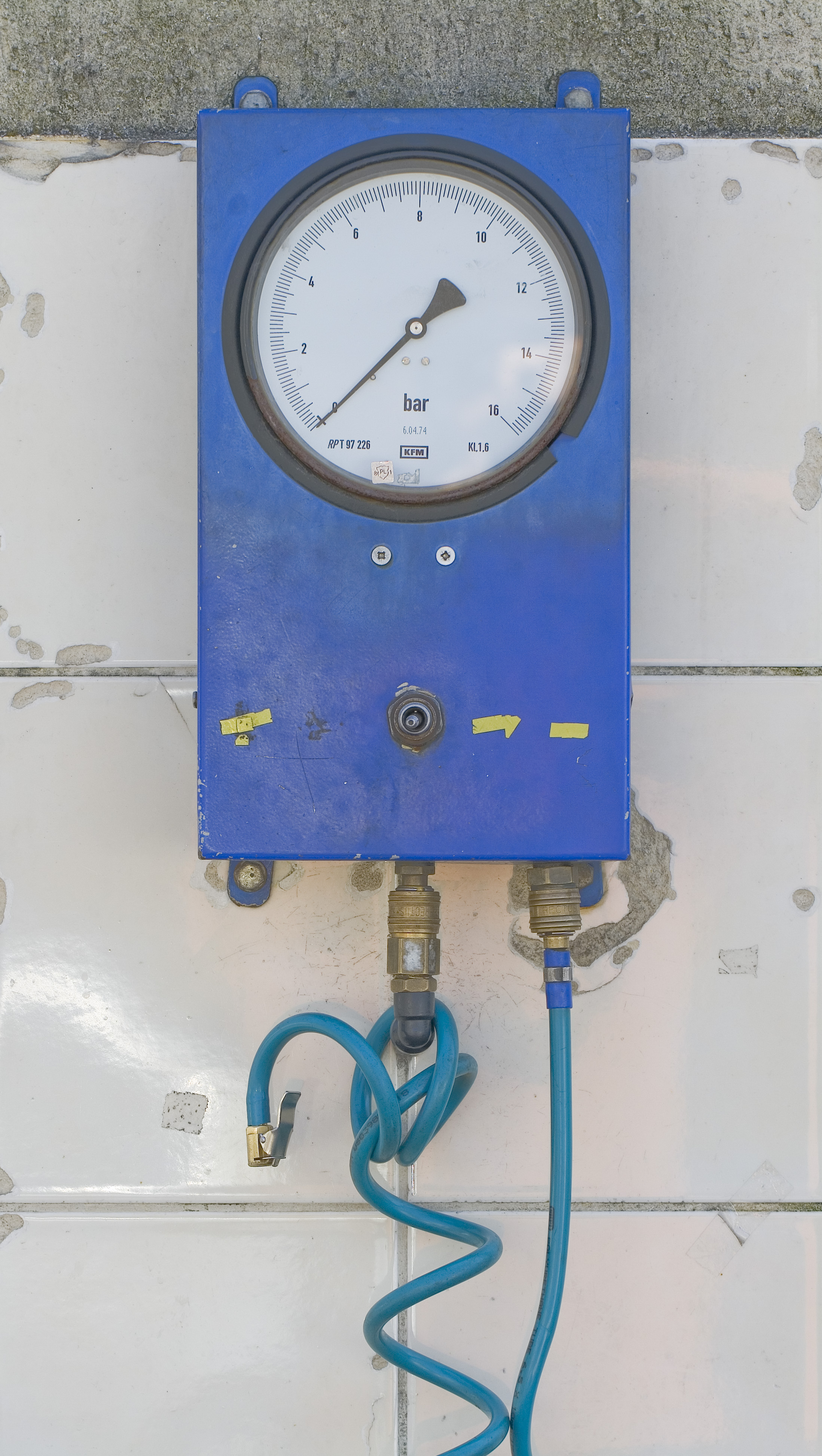
Manómetro de neumáticos.

## Historia de la medición de presión
- 1594- Galileo Galilei, obtiene la patente de una máquina para bombear agua de un río para el riego de tierras. El centro del bombeo era una tipo de jeringa. Descubrió que 10 metros era el límite de altura al que podía llegar el agua en la succión de la jeringa, pero no encontró explicación alguna para este fenómeno.
- 1644- Evangelista Torricelli, llenó un tubo de un metro de largo sellado herméticamente con mercurio y lo colocó de forma vertical, con un extremo abierto en un recipiente con mercurio. La columna de mercurio, invariablemente, bajaba unos 760 mm, dejando un espacio vacío encima de este nivel. Torricelli atribuyó la causa del fenómeno a una fuerza en la superficie de la tierra, sin saber de dónde provenía. También concluyó que el espacio en la parte superior del tubo estaba vacío, que no había nada allí y lo llamó un vacío.
- 1648- Blaise Pascal, conoció los experimentos de Torricelli y Galileo. Llegó a la conclusión de que la fuerza que mantiene la columna a 760 mm es el peso del aire de encima. Por lo tanto, en una montaña la fuerza se reducirá debido al menor peso del aire. Predijo que la altura de la columna disminuiría, cosa que demostró con sus experimentos en el monte Puy- de- Dome, en el centro de Francia. De la disminución de altura se puede calcular el peso del aire. Pascal formuló también que esta fuerza, que la llamó presión hidrostática, actúa de manera uniforme en todas las direcciones.
- 1656- Otto von Guericke. La conclusión a la que había llegado Torricelli de un espacio vacío era contraria a la doctrina de un Dios omnipresente y fue atacado por la iglesia. Pero la existencia del vacío fue demostrada experimentalmente por Guericke, que desarrolló nuevas bombas para evacuar grandes volúmenes y llevó a cabo el dramático experimento de Madgeburgo, en el cual extrajo el aire del interior de dos hemisferios de metal. Ocho caballos en cada hemisferio no fueron lo suficientemente fuertes para separarlos.
- 1661- Robert Boyle  utilizó los tubos con forma de “J” cerrados en un extremo para estudiar la relación entre la presión y el volumen de un gas y estableció la ley de Boyle  (P:presión,V: volumen, K: constante) lo que significa que el aumento de uno de los dos términos provocará la disminución del otro (si se aumenta la Presión disminuirá el Volumen o si se aumenta el Volumen del depósito que contiene al gas, la Presión disminuirá), esto se cumplirá siempre que se mantenga invariable el otro término de la ecuación, que es la Temperatura.
- 1802- Casi 200 años después, Joseph Louis Gay-Lussac estableció la ley de Gay-Lussac  (P: presión, T: Temperatura, K: constante), lo que significa que un aumento de la Temperatura conlleva un aumento de la presión, y un aumento de la Presión conlleva un aumento de la temperatura (por ejemplo en un compresor). Esta ley se cumple siempre que se mantenga invariable el otro término de la ecuación, que es el volumen.

Veinte años más tarde, William Thomson (Lord Kelvin) define la temperatura absoluta.